# Иезуиты
Иезуи́ты (О́бщество Иису́са, лат. Societas Iesus, Игнатиа́нцы) — мужской духовный орден Римско-католической церкви, основанный в 1534 году Игнатием Лойолой и утверждённый папой Павлом III в 1540 году. Иезуиты принадлежат к числу регулярных клириков.
Иезуиты сыграли значительную роль в Контрреформации, активно занимались наукой, образованием и миссионерской деятельностью.
Члены Общества Иисуса наряду с тремя традиционными обетами (бедности, послушания и целомудрия) дают и четвёртый — послушания папе римскому «в вопросах миссий». Девизом ордена является фраза Ad majorem Dei gloriam («к вящей славе Божией»).
Орден разрешает многим иезуитам вести светский образ жизни.
Главная курия ордена находится в Риме, в исторически значимом комплексе зданий, и включает в себя знаменитую церковь Святейшего Имени Иисуса. На 2018 год число иезуитов составляло 15 842 человека, из них 11 389 — священники. Около 4 000 иезуитов — в Азии, 3 000 — в США, а всего иезуиты ведут работу в 112 странах мира, они служат в 1540 приходах.
В настоящее время главой (генералом) ордена является венесуэлец Артуро Соса, сменивший в 2016 году испанца Адольфо Николаса.

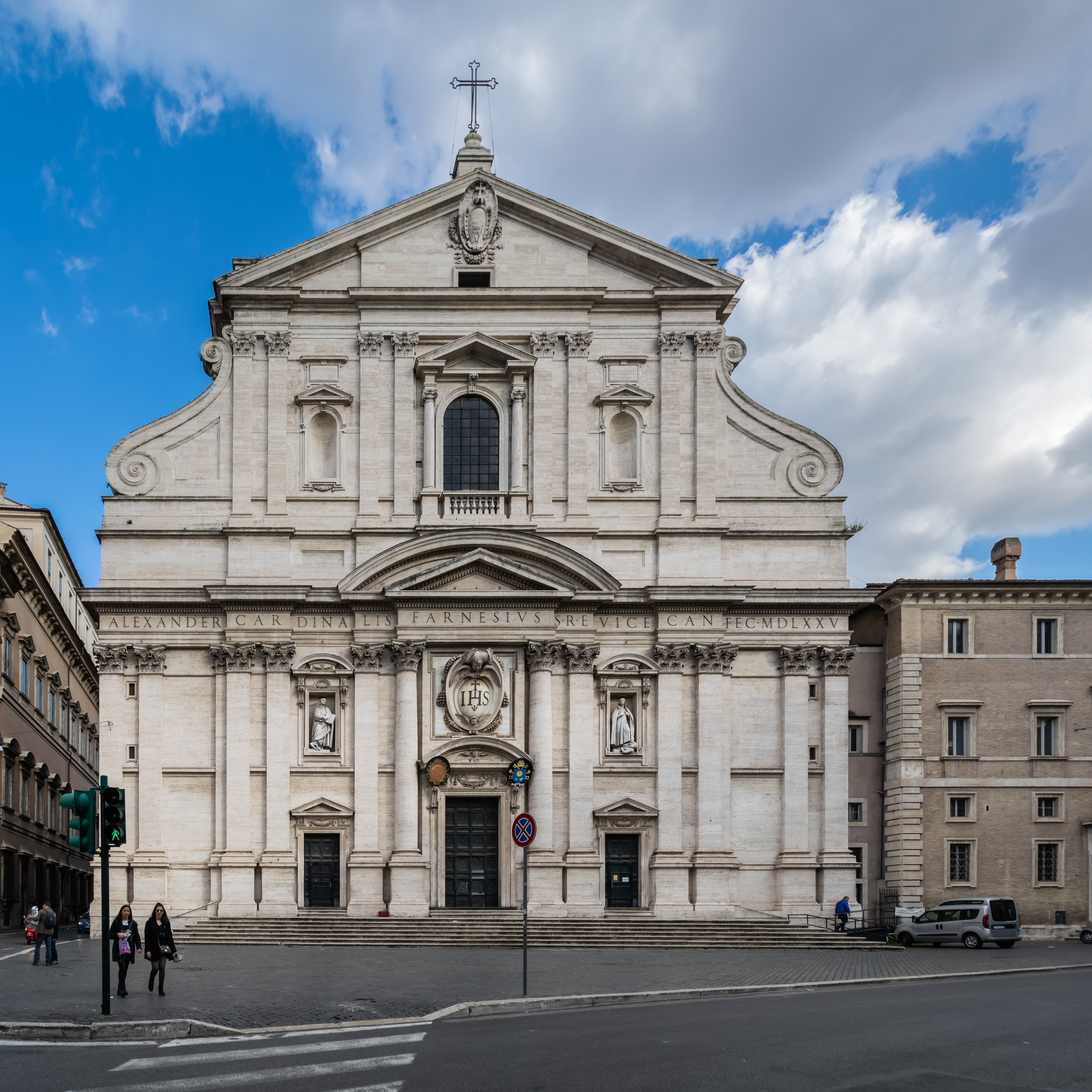
Церковь Иль-Джезу (Святейшего Имени Иисуса), главный храм ордена иезуитов в Риме

Территориально Орден делится на «провинции» (в некоторых странах, где иезуитов много, существует по несколько провинций; и наоборот, некоторые провинции объединяют несколько стран), «регионы», зависимые от той или иной провинции, и «независимые регионы». Иезуиты, проживающие на территории бывшего СССР, за исключением стран Прибалтики, относятся к независимому российскому региону.
Впервые за всю историю Ордена, 13 марта 2013 года представитель Ордена был избран на должность папы римского, им стал кардинал, архиепископ Буэнос-Айреса Хорхе Марио Бергольо, взявший себе имя Франциск.

## Принципы ордена
Основные принципы построения ордена: жёсткая дисциплина, строгая централизация, беспрекословное подчинение младших по положению старшим, абсолютный авторитет главы — пожизненно избираемого генерала («чёрного папы»), подчинённого непосредственно папе римскому. Беспрекословное повиновение нашло выражение в формуле Erit sicut cadāver, записанной в уставе ордена.
Система морали, разработанная иезуитами, ими самими называлась «приспособительной» (лат. accomodativa), так как давала широкую возможность в зависимости от обстоятельств произвольно толковать основные религиозно-нравственные требования. Для большей успешности их деятельности орден разрешает многим иезуитам вести светский образ жизни, сохраняя в тайне свою принадлежность к ордену. Широкие привилегии, данные папством иезуитам (освобождение от многих религиозных предписаний и запрещений, ответственность только перед орденским начальством и др.) способствовали созданию чрезвычайно гибкой и прочной организации, в короткое время распространившей свою деятельность на многочисленные страны. Слово «иезуит» приобрело переносное значение.
В ранний период иезуиты активно использовали казуистику, систему пробабилизма, а также применяли различные приёмы для трактовки вещей в выгодном для себя ключе, в частности мысленные оговорки и т. п. Из-за подобной морали в бытовом языке слово «иезуит» стало синонимом хитрого, двуличного человека. Многие тезисы иезуитской морали были осуждены папами Иннокентием XI, Александром VII и другими. С иезуитами полемизировал Паскаль в своих Письмах к провинциалу. Несмотря на то, что современные иезуиты не сильно выделяются своей философией на фоне других католических орденов, часть критиков[кто?] считает, что иезуиты не до конца отвергли принятую в средние века мораль, допускающую очень вольное трактование различных вещей и событий.

## История ордена

### Основание
Игнатий де Лойола, основатель «Общества Иисуса», родился в 1491 году в замке Лойола в Стране Басков в Испании. 1523 год он провёл в Иерусалиме, исследуя «пути Иисуса». По возвращении он учился в Барселоне, потом — в городе Алькале. Сложные отношения с инквизицией (он даже просидел несколько дней в тюрьме) заставили его покинуть Алькалу и отправиться в Саламанку, а затем — в Париж, где он учился в Сорбонне. Ему в это время было 37 лет.
В конце 1536 года он с группой товарищей (среди них Пьер Фавр из Савойи, Франциск Ксаверий из Наварры, португалец Симан Родригиш) отправился в Рим и в ноябре 1537 года поступил на службу церкви.

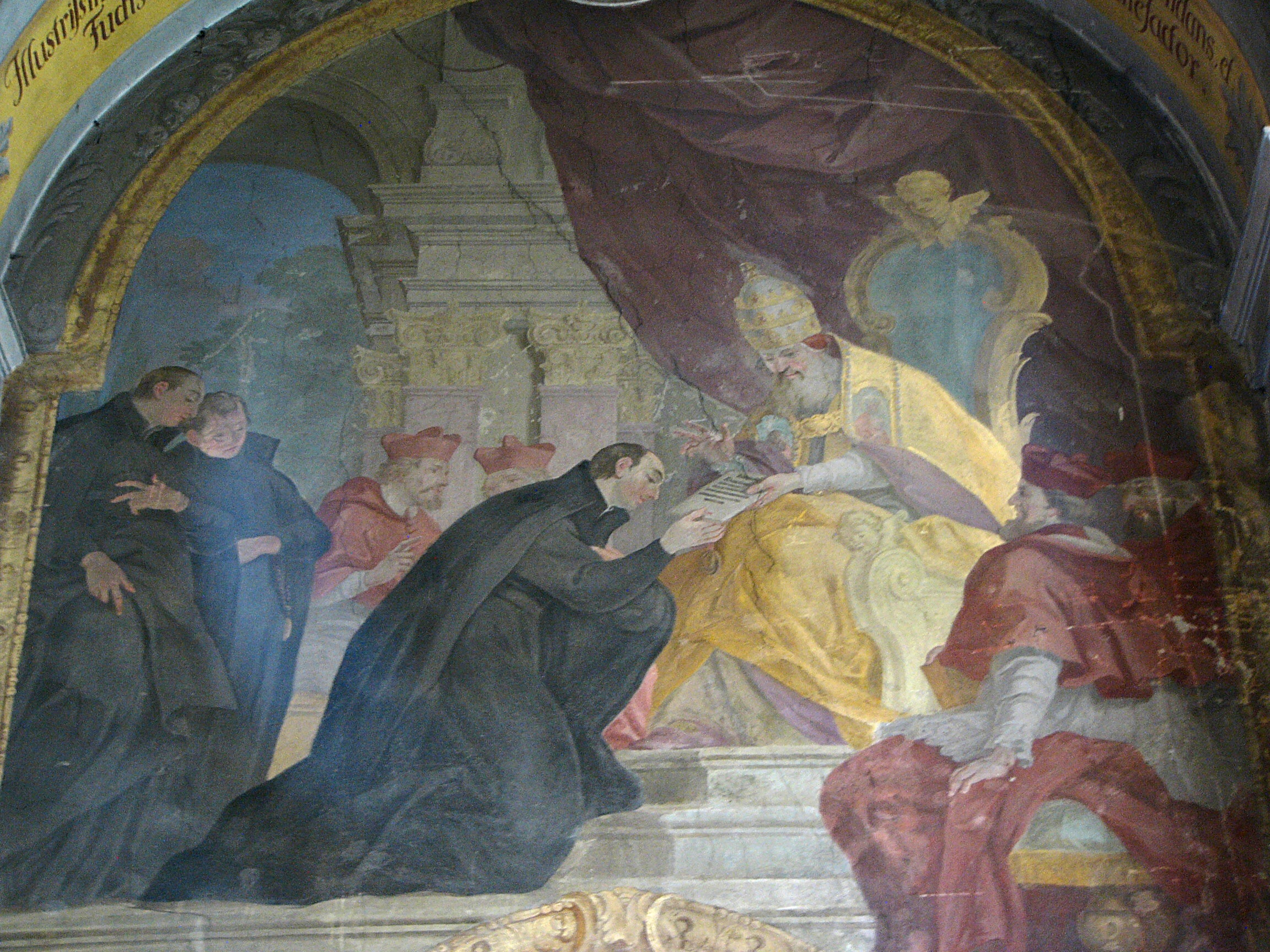
Фреска утверждения устава Общества Иисуса, изображающая Игнатия Лойолу, принимающего от Папы Павла III буллу «Regimini militantis Ecclesiae» («Правила воинственной церкви»). Фреска написана в церкви Снежной Богоматери в Оломоуце ок. 1743 г.

Теперь, когда их могли разослать по всему миру, сотоварищи предчувствовали, что их группа может распасться. Перед ними встал вопрос о том, какие отношения они должны отныне установить между собой. Отношение к монашеским орденам было самым неблагоприятным. На них возлагалась значительная часть ответственности за упадок в Церкви. Тем не менее, они приняли решение основать новый монашеский орден и написали проект устава, который представили папе. Папа утвердил его 27 сентября 1540 года. В апреле следующего года товарищи Игнатия избрали его своим настоятелем («praepositus»).
В течение оставшихся пятнадцати лет своей жизни Игнатий руководил орденом и составлял его конституции. Ко дню его смерти они были практически завершены. Первая конгрегация, которая избрала его преемника, дополнила этот документ и официально его утвердила.

### Распространение учения
Члены Общества, число которых стремительно росло, были разосланы по всему миру: в христианскую Европу, взбудораженную различными движениями Реформации, а также в земли, открытые испанцами и португальцами. Франциск Ксаверий отправился в Индию, потом — в Японию и умер в Китае, Мануэл да Нобрега — в Бразилию, прочие — в Конго и Мавританию. Четыре члена общества участвовали в Тридентском соборе, который занимался реформой католической церкви.

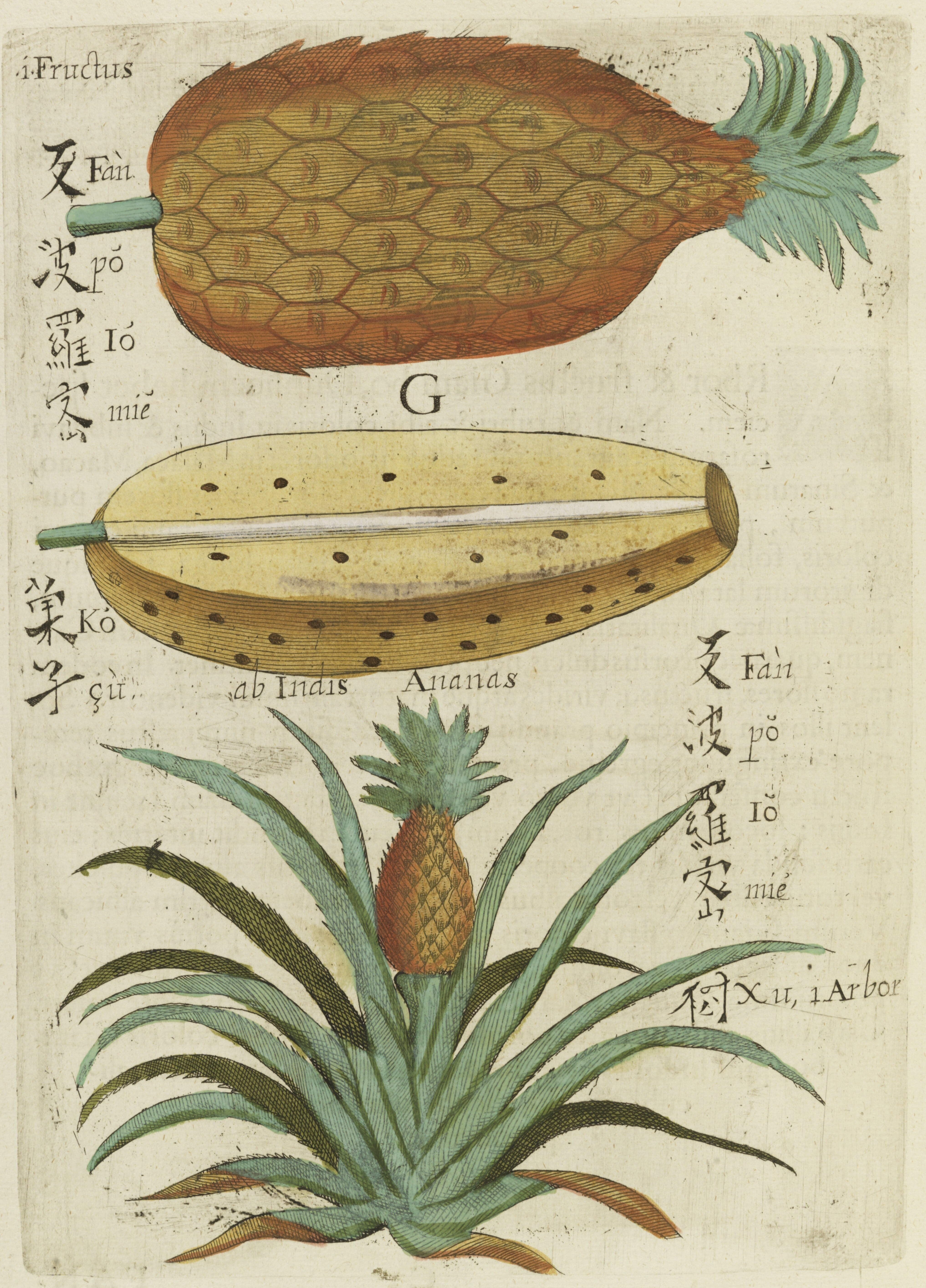
Структура ананаса, из книги польского иезуита Михала Бойма Flora Sinensis (Флора Китая)

В 1565 году орден насчитывал 2000 членов; в 1615 году, когда умер пятый генерал ордена, — 13 112. Были основаны «редукции» Парагвая.
В 1614 году более миллиона японцев были христианами (до того, как христианство в этой стране подверглось преследованиям). В Китае иезуиты Маттео Риччи и Иоганн-Адам Шалль получили от императоров право провозглашать Евангелие благодаря своим знаниям в области астрономии, математики и других наук.

### Иезуиты в Польше, Литве и Беларуси
Иезуиты появились в Польше в 1565 году по приглашению архиепископа Вармийского Гозия. В ВКЛ в 1569 году они приступили к созданию коллегиума в Вильне, поскольку именно там был передний край борьбы кальвинизма с католицизмом, а в 1580 году — в Полоцке. Иезуиты проявили себя в организации религиозных процессий, в борьбе с последствиями чумы и в организации диспутов. Иезуиты обратили в католицизм сыновей Радзивилла Чёрного, Льва Сапегу, Ивана Чарторыйского, Ивана Ходкевича. С помощью иезуитов польский престол занял Генрих Валуа. Стефан Баторий благоприятствовал иезуитам, возвысив Виленский коллегиум до статуса академии. Советником польского короля стал иезуит Антоний Поссевин. На протяжении нескольких столетий иезуиты создают коллегиумы в Несвиже, Орше, Новогрудке, Гродно, Витебске, Пинске, Минске, Слуцке, Юровичах, Могилеве, Мстиславле и других городах.

### Уничтожение ордена иезуитов
Оппозиция иезуитам дворов великих католических монархов Европы (Испании, Португалии, Франции) вынудила папу Климента XIV упразднить орден в 1773 году. Последний генерал ордена был заключён в римскую тюрьму, в которой и умер через два года.
Упразднение ордена продолжалось сорок лет. Иезуиты были присоединены к приходскому клиру. Однако по различным причинам орден продолжил своё существование в некоторых странах: в Китае и в Индии, где сохранилось несколько миссий, в Пруссии и в России, где Екатерина II отказалась публиковать указ папы.

### Восстановление общества
Общество было восстановлено в 1814 году. Первым генералом возрождённого ордена стал российский иезуит польского происхождения — Фаддей Бжозовский.
Продолжилась интеллектуальная деятельность, были созданы новые периодические издания (например, французский журнал Etudes, основанный в 1856 году). Тем не менее, были и спорные моменты во взаимодействии с наукой — так, например, под их давлением в 1826 году был закрыт научный журнал Correspondance astronomique, geographique et hydraulique, издававшийся в Генуе работавшим там немецким астрономом фон Цахом. Были созданы центры общественных исследований для изучения новых социальных феноменов и воздействия на них. В 1903 году была создана организация «Народное действие» (Action Populaire) для того, чтобы способствовать изменению социальных и международных структур и помочь рабочим и крестьянским массам в их коллективном развитии.
Многие иезуиты занимались исследованиями в области естественных наук. Из этих учёных наиболее известен палеонтолог Пьер Тейяр де Шарден.
Французские иезуиты изучали богословие Отцов Церкви и создали первое научное издание греческих и латинских святоотеческих писаний, которое пришло на смену старому изданию отца Миня — собрание «Христианских источников». Другие богословы стали знаменитыми в связи со Вторым Ватиканским Собором: Карл Ранер в Германии, Бернард Лонерган, преподававший в Торонто и Риме.
Орден активно занимался экуменической деятельностью. Второй Ватиканский собор дал ей мощный импульс. Одним из пионеров в этой области был Августин Беа (впоследствии кардинал).
В 1965 году была созвана 31-я Генеральная конгрегация, которая избрала нового генерала, Педро Аррупе, и обсудила необходимые изменения (формации, образа апостольства, функционирования общества). Через 10 лет Педро Аррупе собрал 32-ю Генеральную конгрегацию. Эта конгрегация, утвердив в своих декретах первостепенное значение миссии «служения веры», которая была определена 31-й Конгрегацией, выдвинула и другую задачу — участие Ордена в борьбе за справедливость в мире.
В 1960-е годы значительно уменьшилось число членов ордена, особенно в развитых странах (максимальное[уточнить] число было достигнуто в 1965 году — 36038). Позже ситуация несколько стабилизировалась.

## Иезуиты в России

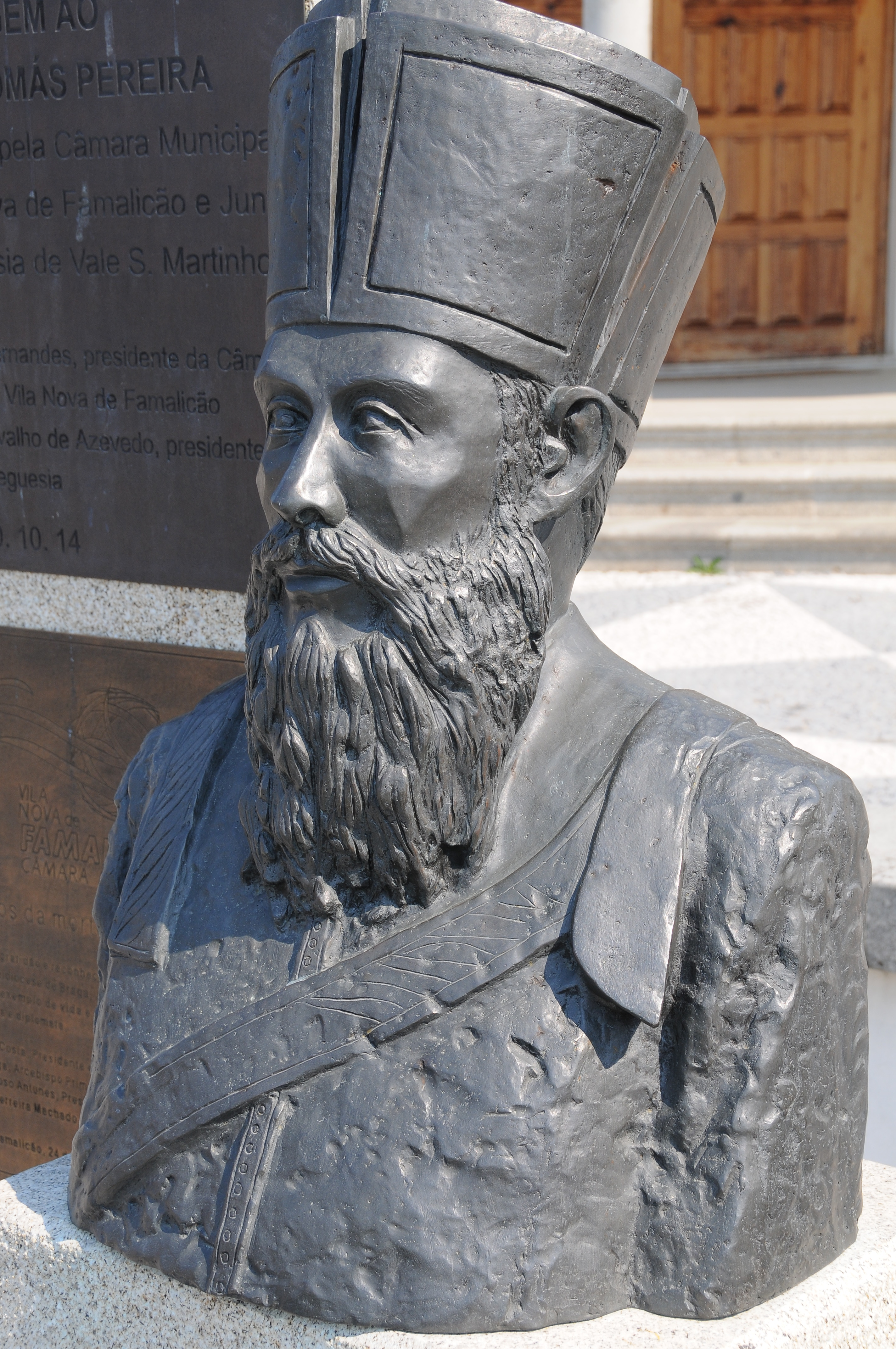
Португалец Томаш Перейра, один из первых иезуитов, посетивших Россию (1689 год)

До XVIII века иезуиты нечасто попадали в Русское царство. Первым в хронологическом порядке иезуитом, посетившим Москву, считается Антонио Поссевино.
С августа по декабрь 1689 года в Москве в качестве дипломатического представителя польского короля Яна Собеского находился французский дворянин-иезуит Фуа де ла Нёвилль, отразивший свои впечатления о России в сочинении «Любопытное и новое известие о Московии» (1698).
Иезуиты Томаш Перейра и Жан Франсуа Жербильон, входившие в состав китайской делегации в Нерчинске в 1689 году, сыграли значительную роль в заключении Нерчинского договора.
В 1735 году в Речи Посполитой был захвачен в плен российскими войсками иезуит Алексей Лодыженский, выходец из московских дворян, который за измену православию был выслан в Тобольск.
После роспуска общества в Европе и первого раздела Речи Посполитой двести один иезуит в четырёх колледжах и двух резиденциях польских и литовских областей оказался на территории Российской империи под покровительством Екатерины II. Последняя, по доставке в Польшу в сентябре 1773 года папского послания Dominus ac Redemptor, повелела считать это послание несуществующим.
Возглавлявший иезуитов ректор полоцкого коллегиума литвин Станислав Черневич, который незадолго до публикации папского послания в Речи Посполитой был назначен вице-провинциалом иезуитов в Белоруссии, обратился к Пию VI, изложив тому ситуацию, в которой оказались иезуиты в России, и прося дать каким-либо образом знать о своей позиции. 13 января 1776 года Папа дал загадочный ответ: «Пусть плод ваших молитв, как предвижу я и желаешь ты, будет благоприятен». Белорусские иезуиты продолжили служение в своих школах и церквях. Черневич стал генеральным викарием иезуитов в России, затем этот пост унаследовали Габриэль Ленкевич (до 1799) и Франциск Каре.
Император Павел I легализовал деятельность иезуитов в Российской империи после многочисленных просьб со стороны будущего генерала Общества Иисуса Габриэля Грубера, который призвал императора стать «восстановителем и ангелом-хранителем» для иезуитов. В 1800 году Павел Петрович передал обществу церковь святой Екатерины в Санкт-Петербурге и дал своё согласие на устройство колледжа при ней. В ряды общества вступали русские: князь Иван Гагарин (1814—1882), публицисты Иван Мартынов (1821—1894) и Евгений Балабин (1815—1895)‚ основатели журнала «Etudes».
7 марта 1801 года Папа Пий VII издал документ Catholicae fidei, в котором официально утвердил Общество Иисуса, продолжавшее существовать в Российской империи, что было сделано по личной письменной просьбе императора Павла I. Генеральный викарий России Франциск Каре стал генералом Ордена. Подтверждение стало предтечей последовавшего в 1814 году полного восстановления ордена иезуитов во всём мире.
По оценке священника Михаила Морошкина, правление Александра I «не возбуждало в иезуитах больших надежд», но в то же время «не представляло больших опасений для их ордена», поскольку в окружении императора было немало сторонников иезуитов. Стараниями Грубера в 1803—1805 годах иезуитские миссии были открыты в Саратове, Одессе и Астрахани; после его смерти общество возглавил Фаддей Бжозовский, открывший миссии на юге России и в Сибири. Поначалу Александр I призывал иезуитов не заниматься католической пропагандой, однако его призывы они игнорировали. Вскоре православное духовенство стало направлять массовые жалобы императорскому двору на то, что резко возросло число обращений в католичество.
16 декабря 1816 года  был опубликован указ о высылке иезуитов из Петербурга и запрещении им въезда в обе столицы; иезуиты были вывезены в Полоцк.
13 (25) марта 1820 года император Александр I, ввиду прозелитизма иезуитов, по докладу князя А. Н. Голицына, подписал указ о высылке иезуитов из Российской империи. Все их учебные заведения были закрыты, а имущество конфисковано. Российским подданным при условии выхода из ордена было позволено остаться в России. За 1820—1821 годы было выслано 317 иезуитов, 23 российских подданных порвали с орденом.
Статья 219 Устава о паспортах того времени гласила:
| | Примѣчаніе. Iезуиты ни подъ какимъ видомъ и наименованіемъ не впускаются въ Россію. Россійскія Миссіи и Консульства всякій разъ при выдачѣ паспортовъ ѣдущимъ въ Россію духовнымъ должны требовать отъ нихъ письменнаго объявленія, что они ни по чему не принадлежатъ и не принадлежали къ iезуитскому ордену, и о таковыхъ объявленіяхъ упоминать не только въ донесеніяхъ Министерству Иностранныхъ Дѣлъ, но и въ самыхъ паспортахъ. Высланнымъ же изъ Россіи iезуитамъ, хотя бы они и представили свидѣтельства объ оставленіи ими iезуитскаго ордена, выдавать паспорты на возвратъ въ Россію вовсе запрещается. |  | Примечание. Иезуиты ни под каким видом и наименованием не впускаются в Россию. Российские Миссии и Консульства всякий раз при выдаче паспортов едущим в Россию духовным должны требовать от них письменного объявления, что они ни по чему не принадлежат и не принадлежали к иезуитскому ордену, и о таковых объявлениях упоминать не только в донесениях Министерству Иностранных Дел, но и в самых паспортах. Высланным же из России иезуитам, хотя бы они и представили свидетельства об оставлении ими иезуитского ордена, выдавать паспорта на возврат в Россию вовсе запрещается. |  |
| Уставъ о паспортахъ. Издание 1903 г. // Собрание законодательства Российской Империи. Том четырнадцатый. (недоступная ссылка — история, копия) | |  | |  |

Формальный запрет деятельности иезуитов действовал до падения монархии в марте 1917 года. В то же время в СССР деятельность иезуитов также считалась враждебной: советские власти расценивали иезуитов как аморальную шпионскую службу католической церкви.
21 июня 1992 года Минюстом России был зарегистрирован Независимый российский регион «Общества Иисуса». По данным организации, на 2010 год в России было 10 членов Общества Иисуса.
В конце октября 2008 года в Москве в квартире на Петровке были убиты иезуиты Виктор Бетанкур и Отто Мессмер. Последний, уроженец Караганды, из семьи немецких католиков, с 2002 года был настоятелем Независимого российского региона «Общества Иисуса». Следствие склонялось к бытовой версии убийства.
К ордену иезуитов принадлежит ординарий Преображенской епархии в Новосибирске епископ Иосиф Верт, он же ординарий российских греко-католиков.
С 2009 по 2017 год настоятелем независимого российского региона «Общества Иисуса» являлся о. Энтони Коркоран SJ.

## Критика общества иезуитов

### «Цель оправдывает средства»
Авторство крылатой фразы «Цель оправдывает средства» является спорным. Помимо распространённой версии об авторстве Никколо Макиавелли, её приписывают и генералу ордена иезуитов Игнатию де Лойоле, и казуисту иезуитов Антонио Эскобару-и-Мендозе.

### Иезуитский антисемитизм
Согласно исследованию философа и историка Ханны Арендт, именно иезуитское влияние было причиной распространения антисемитизма в Европе. Так, например, иезуитский журнал «Civiltà Cattolica», бывший одним из наиболее влиятельных католических журналов, в то же время «был в высшей мере антисемитским». С 1592 по 1946 годы в ряды ордена не принимали лиц из числа так называемых «новых христиан», то есть людей из обращённых еврейских и мусульманских семей.
В то же время во время Второй мировой войны бельгийские иезуиты спасли большое количество еврейских детей, пряча их в зданиях, принадлежащих ордену, и выдавая фиктивные документы о крещении. Глава бельгийских иезуитов Жан Батист Янссенс, впоследствии избранный Генералом ордена, был удостоен звания Праведник мира.

## Генералы Ордена
1. Св. Игнатий де Лойола (19 апреля 1541 — 31 июля 1556)
2. Диего Лаинес (2 июля 1558 — 19 января 1565)
3. Св. Франсиско Борджа (1565—1572)
4. Эверард Меркуриан (1573—1580)
5. Клаудио Аквавива (1581—1615)
6. Муцио Виталески (1615—1645)
7. Винченцо Карафа (1645—1649)
8. Франческо Пикколомини (1649—1651)
9. Алессандро Готтифреди (1652—1652)
10. Госвин Никель (1652—1664)
11. Джованни Паоло Олива (1664—1681)
12. Шарль де Нуайель (1681—1686)
13. Тирсо Гонсалес (1686—1705)
14. Микеланджело Тамбурини (1706—1730)
15. Франц Ретц (1730—1750)
16. Иньяцио Висконти (англ. Ignacio Visconti) (1751—1755)
17. Алоизий Чентурионе (англ. Aloysius Centurione) (1755—1757)
18. Лоренцо Риччи (1758—1775)
19. Фаддей Бжозовский (1814—1820)
20. Луиджи Фортис (1820—1829)
21. Ян Филипп Ротан (1829—1853)
22. Петер Ян Бекс (1853—1887)
23. Антон Андерледи (1887—1892)
24. Луис Мартин (1892—1906)
25. Франц Вернц (1906—1914)
26. Влодзимеж Ледуховский (1915—1942)
27. Жан Батист Янссенс (1946—1965)
28. Педро Аррупе (1965—1983)
29. Петер Ханс Кольвенбах (1983—2008)
30. Адольфо Николас (2008—2016)
31. Артуро Соса (2016 — н. вр.)

В период с 1801 по 1814 члены ордена продолжали свою деятельность на территории Российской империи, формально орден возглавляли:
1. Франциск Каре (1801—1802)
2. Габриэль Грубер (1802—1805)
3. Фаддей Бжозовский (1805—1814)

## Известные иезуиты
- Св. Игнатий де Лойола (1491—1556) — основатель ордена.
- Св. Франциск Ксаверий (1506—1552) — миссионер и проповедник, проповедовал в Азии — от Гоа и Цейлона до Японии.
- Св. Пётр Канизий (1521—1597) — богослов, Учитель Церкви, деятель контрреформации.
- Бальтасар Грасиан-и-Моралес (1600—1658) — известный испанский писатель и мыслитель.
- Антонио Поссевино (1534—1611) — папский легат, посещал Россию.
- Хосе де Акоста (1539—1600) — исследователь Южной Америки, впервые высказал теорию о заселении американского континента переселенцами из Азии.
- Иосиф Верт (род. в 1952) — российский католический епископ, ординарий Преображенской Епархии в России, один из основателей Санкт-петербургской католической семинарии «Мария Царица апостолов»
- Св. мученик Иоанн де Бребёф (Жан де Бребёф) — исследователь Северной Америки, замучен индейцами.
- Франсиско Суарес (1548—1617) — испанский теолог и философ.
- Маттео Риччи (1552—1610) — основатель иезуитской миссии в Пекине.
- Мансиу Ито (1570—1612) — глава первого японского посольства в Европе.
- Александр де Род (1591—1660) — основатель иезуитской миссии во Вьетнаме
- Афанасий Кирхер (1602—1680) — учёный-полимат и изобретатель.
- Адам Коханский (1631—1700) — учёный, математик.
- Жан Франсуа Жербильон (1631—1707) — французский учёный иезуит-миссионер в Китае.
- Жак Маркетт (1637—1675) — французский первопроходец и исследователь Северной Америки, основатель ряда миссионерских постов в США и Канаде.
- Джованни Саккери (1667—1733) — учёный, математик.
- Лоренцо Риччи (1703—1775)— генерал ордена иезуитов; после уничтожения ордена папой Климентом XIV заключен в замок Святого Ангела, где и умер. Известен ответом на предложение о реформе ордена: «Sint ut sunt aut non sint» (с лат. — «Пусть будет как есть, или не будет вовсе»).
- Мишель Корретт (1707—1795) — французский композитор и органист.
- Мартин Почобут-Одляницкий (1728—1810) — белорусский и литовский просветитель, астроном, математик, ректор Главной виленской школы (1780—1803).
- Крупский Адам (1706—1748) — белорусский и литовский просветитель, профессор философии, прокуратор провинции Ордена Иезуитов в ВКЛ.
- Джерард Мэнли Хопкинс (1844—1889) — английский поэт.
- Луис Колома (1851—1915) — испанский писатель.
- Пьер Тейяр де Шарден (1881—1955) — французский теолог, философ, палеонтолог.
- Энтони Де Мелло (1935—1987) — индийский философ, психотерапевт.
- Франциск (папа римский) (1936–2025)
- Паулюс Рабикаускас (1920—1998) — литовский историк, профессор Григорианского университета в Риме (1994).

Образование в иезуитских школах получали Декарт, Корнель, Мольер, Лопе де Вега, Дж. Джойс, Фидель Кастро, Луис Бунюэль и многие другие видные учёные и деятели искусства.

## Иезуиты в мировой литературе и изобразительном искусстве
- Беранже — «Святые отцы».
- Бласко Ибаньес — «Отцы иезуиты».
- Димитр Димов — отец Ередиа, один из главных героев романа «Осуждённые души».
- Стендаль «Красное и чёрное» — рисует картину иезуитской школы.
- Дюма, Александр (отец) — «Виконт де Бражелон, или Десять лет спустя».
- Отец д’Оржеваль в романе «Анжелика» из 13 томов Анн и Серж Голон.
- Джеймс Джойс — главный герой романа «Портрет художника в юности», Стивен Дедал, обучается в иезуитской школе.
- Эжен Сю — «Агасфер».
- Жюльетта Бенцони — «Марианна», её крестный генерал иезуитов.
- Ромен Гари — «Корни неба», иезуит расследует дело Мореля.
- Томас Манн — «Волшебная гора».
- Брайан Мур—Black Robe, роман о миссии иезуитов в Канаде. Есть одноимённый фильм по этому роману.
- отец Каррас и Ланкастер Меррин — священники иезуиты в романе «Изгоняющий дьявола» Уильяма Питера Блэтти
- Драго Янчар — «Катарина, павлин и иезуит».
- Пикуль, Валентин — «Псы господни».
- Умберто Эко — «Пражское кладбище»
- Артуро Перес-Реверте — «Карта небесной сферы, или Тайный меридиан»
- Фёдор Михайлович Достоевский — «Братья Карамазовы» (глава «Великий Инквизитор»)
- Уилки Коллинз — «The Black Robe»
- Джеймс Клавелл — «Сёгун», иезуиты в средневековой Японии.
- Метьюрин, Чарлз Роберт — «Мельмот Скиталец».
- Золя, Эмиль — «Истина».
- «Вольтер, играющий в шахматы с отцом Адамом» — картина Жана Юбера в собрании Государственного Эрмитажа. Изображает иезуита отца Адама, который был постоянным участником дискуссий на религиозные темы в доме философа и его шахматным партнёром в течение 17 лет.
- Роберт Штильмарк — «Наследник из Калькутты».
- Сюсаку Эндо — «Молчание»

## Иезуиты иРусский апостолат
В Русском Зарубежье XX века существовали следующие миссии иезуитов:
- Неоуния в Альбертине (ныне в черте Слонима) на востоке Польши с 1923 года по 1939 год.
- Миссия и приход св. Николая в Шанхае и при ней интернат св. Михаила для мальчиков и приют св. Софии для девочек в подчинении Католического экзархата восточного обряда в Китае. При миссии работали В. М. Яворка, И. Мильнер и Ф. Вилькок. В 1949 году она была эвакуирована через остров Тубабао частично в Австралию и страны Латинской Америки, церковная утварь, книги и иконы поступили в Русский центр им. Владимира Соловьева при Фортдамском университете в Нью-Йорке.
- Священник иезуит Г. Коваленко с 1947 года руководил в Риме Папским комитетом помощи русским беженцам, он вместе иезуитом Филиппом де Режисом и русскими монахами из ордена марианов Георгием Брянчаниновым и Андреем Катковым организовал в Риме приют для русских беженцев и интернат св. Елены для русских девочек.
- Миссия в Аргентине, где действовали общество «Русское Христианское Возрождение», институт русской культуры в Буэнос-Айресе, приход Петра и Павла в Гуэмесе (Church of the Holy Apostles Peter and Paul: Misión rusa, Güemes 2962), Преображенская церковь в Лос-Кардалесе (Transfiguration of Christ Skete, El Castillo — Ba. Monteverde, Los Cardales), издавалась газета «За правду!», действовало издательство и собственная типография Salguero", а также существовал Интернат св. апостола Андрея Первозванного для мальчиков.
- Миссия в Бразилии, Храм Благовещения Божией Матери (Сан-Паулу) и издательство «Друзьям и знакомым, газета (Сан-Пауло)»[24][25]
- Интернат Святого Георгия в Медоне, Франция.

Среди известных иезуитов работавших с русскими эмигрантами:
- Новиков, Виктор Павлович, вице-экзарх Российской греко-католической церкви, экзарх Сибири, узник Гулага
- Пупинис, Викентий Иосифович
- Режис, Филипп де, делегат Конгрегации по делам Восточных церквей для Южной Америки
- Сендлер, Игорь Эгон
- Стричек, Алексей
- Тышкевич, Станислав Михайлович (иеросхимонах)